# جولي كاتونغول
جولي كاتونغول (بالإنجليزية: Jolly Katongole) (15 ديسمبر 1985 – 14 مايو 2015) هو ملاكم أوغندي راحل، مثّل بلاده في الألعاب الأولمبية الصيفية 2004.

## روابط خارجية
جولي كاتونغول على موقع أوليمبيديا (الإنجليزية)